# Children of the Corn IV: The Gathering
Colheita Maldita 4 (no original em inglês, Children of the Corn IV: The Gathering) é o quarto filme da série de terror Children of the Corn. Foi lançado em 1996, e dirigido por Greg Spence. O filme tem no elenco Naomi Watts e Karen Black.
O segundo da série a sair diretamente em vídeo, Colheita Maldita 4 é considerado um filme único, pois o enredo não tem relação com os filmes anteriores.

## Sinopse
Várias crianças de uma pequena cidade se tornam possuídas sob o comando de uma criança pregadora chamada Josiah, que foi assassinada por engano e deseja vingança da cidade que o matou. As crianças assumem as identidades de crianças mortas na história da cidade, em tentam ressurgir Josiah dos mortos.
Enquanto o filme parece não ter relação com os anteriores, de acordo com o IMDb.com foi revelado pelo diretor Greg Spence que uma cena deletada crucial mostra dois personagens dizendo a Grace que as crianças chamavam seu pregador Josiah por outro nome: "Aquele que anda por detrás das fileiras". Esse filme está ligado ao terceiro pelos insetos, com os besouros do do milharal de Eli espalhando o mal.

## Elenco
- Naomi Watts como Grace Rhodes
- Jamie Renée Smith como Margaret Rhodes
- Karen Black como June Rhodes
- Mark Salling como James Rhodes
- Brandon Kleyla como Josiah